# Quatuor pour cordes et piano no 1 d'Enesco
Pour les articles homonymes, voir Quatuor pour cordes et piano.
Le Quatuor pour  cordes et piano no 1 en ré majeur opus 16 est un quatuor pour violon, alto, violoncelle et piano de Georges Enesco. Composé en 1909, il évoque dans le mouvement lent le style de Gabriel Fauré.

## Structure
Le quatuor comprend trois mouvements :
1. Allegro moderato, à 
 ;
2. Andante mesto, à 
 ;
3. Vivace, à 
.

La durée d'exécution est d'environ quarante minutes.